# آمینوگلیکوزید
آمینوگلیکوزیدها یک رده مهم از آنتی‌بیوتیک‌ها هستند مانند آمیکاسین، استرپتومایسین، توبرامایسین، نئومایسین و جنتامایسین

## مکانیسم اثر
همه آمینوگلیکوزیدها با اتصال به ریبوزوم مانع سنتز پروتئین در باکتری می‌شوند در نتیجه اثر باکتریسیدی دارند. نفوذ این داروها به درون پوشش سلول‌های باکتریایی وابسته به اکسیژن می‌باشد و به همین دلیل بر روی بی هوازیهای مطلق اثر ناچیزی دارند. مهارکننده‌های سنتز دیواره سلولی مانند پنی سیلین‌ها انتقال آمینوگلیکوزیدها را افزایش می‌دهند.

## کاربرد
این آنتی‌بیوتیک‌ها وسیع الطیف بوده به ویژه بر گرم منفیها مؤثرند ولی امروزه به دلیل عوارض جانبی کاربردشان محدود شده‌است و برای درمان عفونت‌های شدیدی استفاده می‌شود که نسبت به آنتی‌بیوتیک‌های دیگر، مقاوم باشند. این گروه آنتی‌بیوتیک‌ها کمتر کاربرد خوراکی دارند و بیشتر به صورت تزریقی یا موضعی مصرف می‌شوند.

## عوارض جانبی
مسمومیت شنوایی (اتوتوکسیسیتی) به ویژه بر دهلیز شنوایی، مسمومیت کلیوی (نفروتوکسیسیتی)، نارسایی حاد کلیه، نفروز کلیه (آسیب به غشای پایه گلومرول‌های کلیه) از عوارض مشترک این داروها است البته شدت عوارض داروهای مختلف یکسان نیست.

## نگارخانه

کانامایسین
آمیکاسین
توبرامایسین
دیبکاسین
جنتامایسین
سیسومایسین
نتیلمایسین
نئومایسین
پارامومایسین
استرپتومایسین